# Le Plessis-Dorin
Le Plessis-Dorin é uma comuna francesa na região administrativa do Centro, no departamento Loir-et-Cher. Estende-se por uma área de 14,53 km². Em 2010 a comuna tinha 165 habitantes (densidade: 11,4 hab./km²).